# Ford Pilot
O Ford Pilot foi um carro produzido pela Ford e comercializado a partir de agosto de 1947. Foi substituído pelos modelos Zephyr Six e Consul em 1951. Foram produzidos 22.155 carros do modelo Pilot.